# Kulpin (Serbia)
Kulpin (eslovaco: Kulpín; serbocroata cirílico: Кулпин; húngaro: Kölpény) es un pueblo de Serbia perteneciente al municipio de Bački Petrovac en el distrito de Bačka del Sur de la provincia autónoma de Voivodina.
En 2011 tenía 2775 habitantes. Más de dos tercios de los habitantes son étnicamente eslovacos y un quinto étnicamente serbios.
Es uno de los pueblos más antiguos de la región y se menciona en documentos medievales de Bele Regis Notarius como un asentamiento que en aquella época ya era antiguo. En el siglo XVI, tras la invasión otomana, los habitantes magiares del asentamiento medieval huyeron y pasó a ser una pequeña aldea habitada por serbios. El asentamiento se desarrolló notablemente desde mediados del siglo XVIII, cuando el Imperio Habsburgo promovió la llegada de colonos eslovacos.
Se ubica en la periferia septentrional de Bački Petrovac, separado de la capital municipal por el canal Danubio-Tisa-Danubio, en la salida del camino que lleva a Ravno Selo.